# Sobowo
Sobowo – wieś sołecka w Polsce, położona w województwie mazowieckim, w powiecie płockim, w gminie Brudzeń Duży.
W latach 1975–1998 miejscowość administracyjnie należała do województwa płockiego.

## Położenie
Sobowo położone jest ok. 25 km na zachód od Płocka, graniczy z województwem kujawsko-pomorskim. Sobowo znajduje się na historycznej ziemi dobrzyńskiej.

## Integralne części wsi
| SIMC    | Nazwa           | Rodzaj                          |
| ------- | --------------- | ------------------------------- |
| 1059076 | Działki         | część wsi (zniesiona w 2023 r.) |
| 0561158 | Ostrowce        | część wsi                       |
| 0561164 | Pokrzywnica     | część wsi                       |
| 0561170 | Sobowo-Paprotki | część wsi                       |

## Parafia w Sobowie
Parafię Sobowo erygował 6 lutego 1403 r. biskup płocki Jakub z Korzkwi z fundacji Piotra Chlańskiego, zwanego Chłonkiem. Z wizytacji z 1597 r. wiadomo, że kościół pod wezwaniem Bożego Ciała i św. Hieronima był drewniany, konsekrowany i posiadał trzy ołtarze. Około 1718 r. ówczesny kolator świątyni Bartłomiej Tłubicki, kanonik płocki, rozpoczął budowę murowanej świątyni, lecz z powodu jego śmierci w 1719 r. wzniesiono tylko część ścian. Następca jego ks. A. Zakrzewski dokończył budowę, stawiając drewniane ściany i dwie drewniane wieże.

## Sport
Klub sportowy – LKS "Wisła Główina-Sobowo"  

## Transport
Przez centrum Sobowa przebiega droga powiatowa łącząca Dobrzyń nad Wisłą z Brudzeniem Dużym oraz droga łącząca miejscowość z Główiną. Oprócz autobusów PKS, w dni robocze kursuje również linia autobusowa nr 103 Komunikacji Miejskiej Płock.

## Instytucje
- kościół
- Ochotnicza Straż Pożarna
- sklepy spożywcze